# Grob G 180 SPn
Die Grob G 180 SPn ist ein zweistrahliges Geschäftsreiseflugzeug, das vom deutschen Hersteller Grob Luft- und Raumfahrt konzipiert wurde. Er ist der erste vollständig aus kohlenstofffaserverstärktem Kunststoff hergestellte Businessjet der Welt. Bis 2008 wurden vier Prototypen gebaut. Seit der Insolvenz der Grob Aerospace GmbH im August 2008 ist die weitere Zukunft des Flugzeuges ungewiss.

## Geschichte
Der Erstflug der sieben- bis neunsitzigen Maschine erfolgte am 20. Juli 2005 in Memmingerberg auf dem Flughafen Memmingen. Eine angedachte Zusammenarbeit zwischen Grob und der Pilatus Aircraft bei der G 180 SPn konnte nach Bedenken der Schweizer nicht realisiert werden. Für das Flugzeug wurden 100 Bestellungen getätigt. Die ersten Lieferungen an Kunden in den USA war für 2008 vorgesehen. Für europäische Kunden sollte die Endfertigung und Auslieferung ab 2009 in St. Gallen-Altenrhein erfolgen.
Der zweite Prototyp flog am 29. September 2006 zum ersten Mal, stürzte aber nach 40 Flügen und 28 absolvierten Flugstunden am 29. November 2006 in unmittelbarer Nähe des Werksflughafens ab, wobei der Testpilot Gérard Guillaumaud getötet wurde. Dieser Prototyp war mit dem für die Serie vorgesehenen Honeywell Primus APEX ausgerüstet, einer Avionik, die den Flug mit einem Piloten allein ermöglicht.
Im April 2010 wurde durch die Bundesstelle für Flugunfalluntersuchung (BFU) ein Bericht veröffentlicht, der ein Flattern des Höhenleitwerks und daraus folgend dessen Zerstörung als Ursache für den Absturz des Prototyps feststellt. Die Ursache für das Flattern konnte nicht eindeutig festgestellt werden; es wird jedoch empfohlen, „die Konstruktion und technische Auslegung des Höhenleitwerks […] eingehend (zu) prüfen“.
Anfang 2009 wurden wesentliche Teile des insolventen Unternehmens an die H3 Aerospace GmbH & Co. KG verkauft, welche die Produktion von Trainingsflugzeugen in der Grob Aircraft AG weiterführt. Die Rechte am Projekt G 180 SPn übertrug der Hauptgläubiger auf die Allied Aviation Technologies, als deren Chef der ehemalige Geschäftsführer der Grob Aerospace, Niall Olver, fungiert. Er kündigte im März 2009 eine Fortführung des Projektes an.
Im September 2010 bekundete die Firma Daher (früher Socata), Interesse an einer Übernahme und Weiterentwicklung des SPn-Projektes. Das Deutsche Museum in München teilte im Juni 2012 mit, dass es den Prototyp Nr. 1 im Rahmen einer Schenkung erhalten hat. Die Entwicklung der SPn hätte auch Einfluss auf die Entwicklung des komplett aus Composite-Materialien gefertigten Learjet 85 haben sollen, für den die Grob Aerospace als Entwicklungs- und Produktionspartner fungierte. Nach der Insolvenz der Grob Aerospace wurde diese Zusammenarbeit im September 2008 beendet. Bombardier verkündete im Januar 2015, dass die weitere Entwicklung des LJ 85 eingestellt wird und man hierfür rd. USD 1,4 Mrd. abschreiben muss.
Die drei gebauten Exemplare des Flugzeugs sind D-CSPN (erster Prototyp), D-CGSP (bei Absturz zerstört) und D-CSPJ.

## Konstruktion

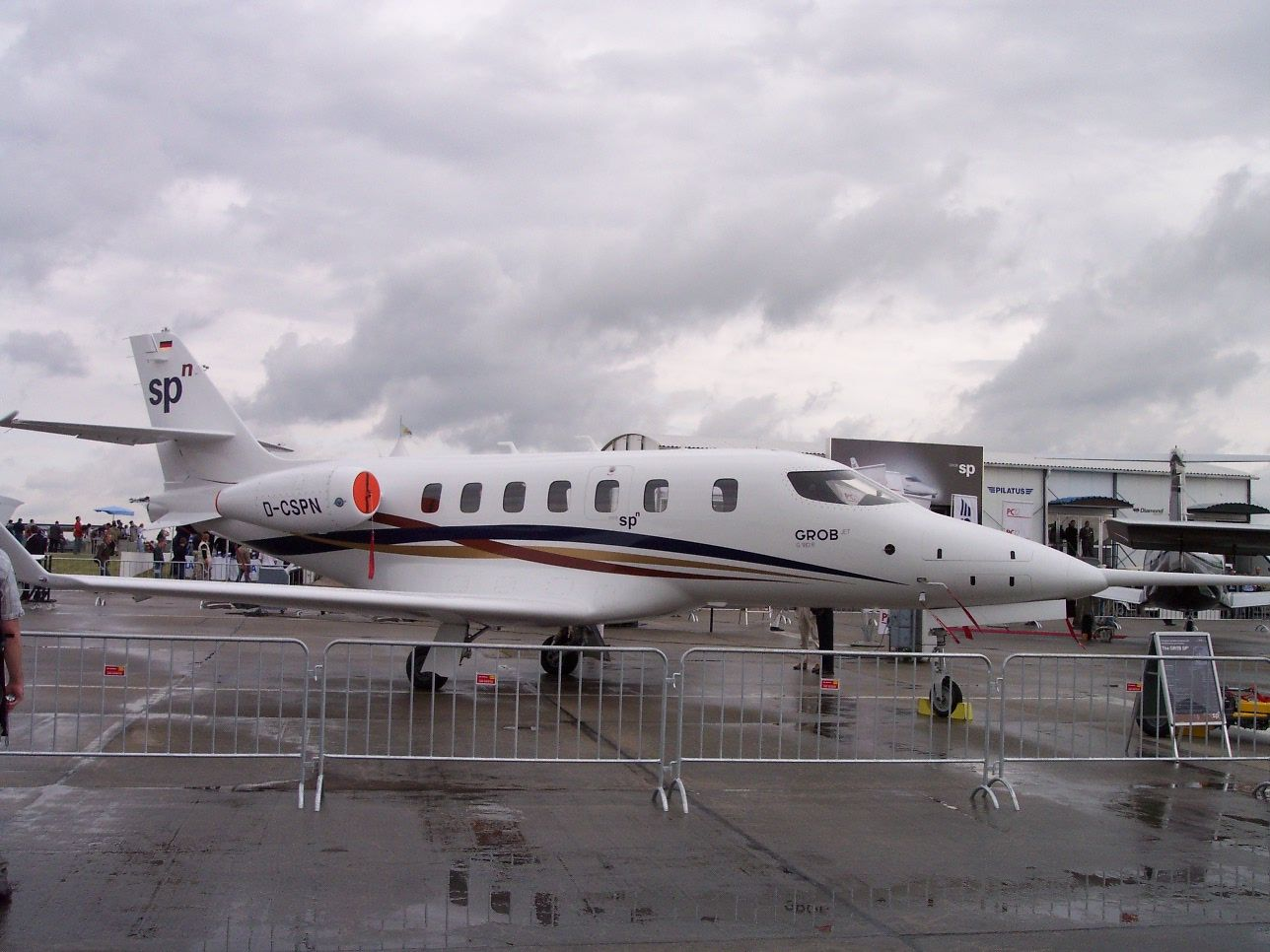
Grob G 180 SP^{n} auf der ILA 2006

Es handelt sich um einen aus Kohlenstofffaser-Verbundwerkstoffen hergestellten Tiefdecker mit Pfeilflügeln, die an den Enden in Winglets übergehen. Die Flügel besitzen Landeklappen und Spoiler. Die Zelle besteht aus 110 Teilen und ist auf eine Lebensdauer von 28.000 h ausgelegt, während die Werksgarantie sieben Jahre gilt. In die äußere Schicht der Außenhaut wurden Aluminiumfasern eingearbeitet, ebenso sind einige Aluminiumstreben vorgesehen, um den Blitzschutz zu gewährleisten.
Die beiden FADEC-gesteuerten Triebwerke sind seitlich am Heck angeordnet. Sowohl das Seitenleitwerk als auch das an diesem auf halber Höhe montierte Höhenleitwerk ist gepfeilt. Als APU kann im Heck eine Honeywell RE100 eingebaut werden. Die Zulassung des Flugzeuges erfolgt gemäß FAR 23 in den USA und nach CS-23 in Europa. Bei der Auslegung wurde besonderer Wert auf die Möglichkeit von Starts und Landungen auf kurzen unbefestigten Pisten gelegt. Die Startstrecke über das Standardhindernis beträgt nur 915 m.
Der Fluggastraum ist als Druckkabine ausgeführt. Die Einstiegstür mit einer Breite von 84 cm und einer Höhe von 1,37 m liegt auf der linken Kabinenseite. Eine Toilette kann entweder im Heckbereich oder gegenüber der Eingangstür eingebaut werden. In letzterem Fall sind zwei Faltwände vorgesehen, die den Toilettenbereich sowohl vom Cockpit als auch von der Kabine abtrennen.

## Technische Daten
| Kenngröße                 | Daten                                                           |
| ------------------------- | --------------------------------------------------------------- |
| Länge                     | 14,81 m                                                         |
| Spannweite                | 14,86 m                                                         |
| Höhe                      | 5,12 m                                                          |
| max. Startmasse           | 6300 kg                                                         |
| Treibstoffzuladung        | 2000 kg (2500 l)                                                |
| Nutzlast                  | 1130 kg                                                         |
| Kabine (Innenmaße)        | Breite: 1,52 m × Länge: 5,10 m × Höhe: 1,64 m; Volumen: 11,5 m³ |
| Gepäckraumvolumen         | 1,62 m³                                                         |
| Dienstgipfelhöhe          | 12.497 m                                                        |
| Höchstgeschwindigkeit     | Mach 0,7 / 753 km/h in 11.000 m                                 |
| Überziehgeschwindigkeit   | 143 km/h                                                        |
| Steiggeschwindigkeit      | 1329 m/min                                                      |
| Startstrecke              | 915 m                                                           |
| Landestrecke              | 815 m                                                           |
| Reichweite                | 3425 km                                                         |
| Triebwerke                | 2 × Turbofans Williams FJ44-3A mit je 12,44 kN Schub            |
| zulässiges Lastvielfaches | +3,1g / −1,24g                                                  |